# (3634) Iwan
(3634) Iwan – planetoida z pasa głównego asteroid okrążająca Słońce w ciągu 3,36 lat w średniej odległości 2,25 au. Odkrył ją 16 marca 1980 roku Claes-Ingvar Lagerkvist w Obserwatorium La Silla. Nazwa planetoidy pochodzi od współpracownika odkrywcy, Iwana P. Williamsa, autora pracy na temat rojów meteorów, badacza komet i planetoid.